# 同棲時代
『同棲時代』（どうせいじだい）は、上村一夫により双葉社『漫画アクション』において、1972年3月2日号から1973年11月8日号まで80回連載された漫画。それを原作としてテレビドラマや映画が製作された。また、この漫画をもとに上村一夫作詞・都倉俊一作曲による大信田礼子の曲も作られた。

## あらすじ
広告会社勤務の今日子とフリーのイラストレーターである次郎は、同じデザインスクールの同期であった。ある春の日、二人は一間のアパートで同棲を始める。自由であり、不安定でもある二人の暮らしは愛と性の間で揺れ続け、今日子の精神状態は次第に崩れていく。そして、妊娠に気がついた今日子は、ある決断を下す。

## 背景
この作品のきっかけは、映画『愛の狩人』の中の同棲シーンであったと述べている。また、漫画家の安部慎一が同棲していることを知ったことも理由の一つである。同棲経験のない上村は、林静一の『赤色エレジー』のパロディとして始めたといい、当初は10回程度の連載を終了する予定であった。しかし、人気が出て80回の長期連載となり、「同棲」は流行語にもなり社会現象ともなった。

## 書籍
- 同棲時代（全6巻） 双葉社、1973年
- 同棲時代（全3巻） 双葉社、1986年
- 同棲時代（愛蔵版 全2巻） 中央公論社、1991年
- 同棲時代（文庫版 全4巻）[4] 双葉文庫、1994年
- 同棲時代（全3巻） ブッキング、2005年

## テレビドラマ

### サンデービックプレゼント版
90分の単発ドラマとして1973年2月18日にTBS系の単発特別番組枠『サンデービッグプレゼント』で放送された。VTR制作。
当時の業務用ビデオテープ（2インチVTR）は非常に高価で、VTRで収録された番組の多くはテープを再利用するために放送終了後に消去された。本作も当時2回放送されたのみでTBSに映像は残っておらず、2008年末に双葉社の資料室で当時の放送を録画したUマチックテープが発見された。その後このテープは当時双葉社に在籍していた中島かずきによってTBSに寄贈され、2013年5月25日にTBSチャンネル2で放送された。
発見されたテープはカラー録画のものとモノクロ録画のものの2種類で、TBSチャンネル2の放送では、カラー録画の映像で欠落していた部分にモノクロ録画の映像を挿入する形で放送された。

#### キャスト
- 今日子：梶芽衣子
- 次郎：沢田研二
- 萩原健一（友情出演）
- 湯原昌幸
- 山本コウタロー
- 研ナオコ
- 市地洋子
- 初井言栄
- 逸見慶子
- 寄山弘
- 仲谷昇
- 番組前解説：高橋圭三

#### スタッフ
- 原作：上村一夫
- 脚本：山田太一
- 音楽：深町純
- 主題歌：岡田富美子（作詞）、深町純（作曲）、赤い鳥（唄）
- 挿入歌：「窓に明りがともる時」（赤い鳥）、「たどりついたらいつも雨ふり」、「春だったね」、「リンゴ」、「旅の宿」（よしだたくろう）、「バイ・バイ・ラブ」（サイモン&ガーファンクル）
- 技術：相沢征二
- 映像：山田紀夫
- 照明：加藤静夫
- カラー調整：浅利敏夫
- デザイン：坂上健司、竹内誠二
- 美術制作：仲井志汎
- 音響効果：直井清明
- フィルム撮影：渡辺晋
- スチール：樋口良
- プロデューサー：宮武昭夫
- 演出：竜至政美、山泉脩、片島謙二
- 制作著作：TBS

### 月曜ドラマランド版
1985年11月11日　フジテレビにて放送。

#### キャスト
- 工藤夕貴
- 大沢樹生
- 佐原健二

#### スタッフ
- 原作：上村一夫
- 脚本：藤本信行
- 演出：高橋勝

| TBS系列 サンデービッグプレゼント                | TBS系列 サンデービッグプレゼント        | TBS系列 サンデービッグプレゼント |
| 前番組                                          | 番組名                                  | 次番組                           |
| ----------------------------------------------- | --------------------------------------- | -------------------------------- |
| バレンタインの復讐 夜の大統領アル・カポネ       | 同棲時代（1973年版） （1973年2月18日）  | トム・ジョーンズ イン・ジャパン  |
| フジテレビ系列 月曜ドラマランド                 |                                         |                                  |
| 時をかける少女 （南野陽子版） （1985年11月4日） | 同棲時代（1985年版） （1985年11月11日） | 微熱 MY LOVE （1985年11月18日）  |

## 映画

### 同棲時代－今日子と次郎－
。
- 1973年4月14日公開
- 松竹制作

#### キャスト
- 今日子：由美かおる
- 次郎：仲雅美
- 陽子：進千賀子
- 淳子：岩崎和子
- 澄江：ひし美ゆり子
- 医者：穂積隆信
- 小松政夫
- 東光正
- 酔っ払い：安田伸
- 粟津號
- 高木信夫
- 土田桂司
- 大久保敏男
- 松原直
- 五十嵐：加島潤
- 水木涼子
- 本橋和子
- 秩父晴子
- 戸川美子
- 後藤泰子
- 谷よしの
- 上条：入川保則
- 礼子：大信田礼子

#### スタッフ
- 製作：樋口清
- 企画：井沢健
- 原作：上村一夫（漫画アクション連載・双葉社刊）
- 脚本：石森史郎
- 撮影：川又昴
- 美術：森田郷平
- 音楽：青山八郎
- 録音：鈴木功
- 調音：松本隆司
- 照明：小林松太郎
- 編集：富宅理一
- 監督助手：佐光曠
- 装置：森勇
- 装飾：露木幸次
- 進行：柴田忠
- 衣裳：松竹衣裳
- 製作主任：峰順一

- 監督：山根成之

#### 主題歌
『同棲時代』
作詞：上村一夫、作曲：都倉俊一、編曲：高田弘、歌：大信田礼子、ナレーター：阿井喬子
- 元々は上村漫画のイメージアルバム『同棲時代 春・夏・秋・冬 〜上村一夫の世界〜』（CBSソニー、SOLL-39）の収録曲のひとつだった。
- 映画『同棲時代 今日子と次郎』で主題歌として使用された。映画化に合わせてシングルカットされ、EP盤が1973年2月21日にCBSソニーから発売された（SOLB-5）。B面曲は『今日子と二郎』（作詞：石坂まさを、作曲：都倉俊一、編曲：高田弘、歌：大信田礼子）。

### 新・同棲時代－愛のくらし－
。
- 1973年6月30日公開
- 松竹制作

- 『同棲時代－今日子と次郎－』が由美かおるのヌードでまぐれで[10]大ヒットしたため[11][12]、松竹は喜び勇んで第二弾製作を決定したが、由美に「ヌードはもういや」と断られた[10]。やむなく由美に代わる主演女優をヌードを条件に探したが、皆主演はやりたいが、ヌードの条件に尻込みしてキャスティングに難航した[11][12]。いしだあゆみや南沙織にも声を掛けたが相手にされず[11]。女優を諦め、女性タレントを物色し[11][12]、「お月さまぽっかり、お魚になったワ･タ･シ」のトートーホーローバスや、リボンシトロンのCMに出ていた当時18歳のモデル・高沢順子を口説いて主役に決めた[11]。高沢は全くの無名で、「それらのCMに出ている人」と言われれば、「あぁあの人」と言われる程度の知名度だった[11]。相手役の本郷直樹は、当時のティーンのアイドル[11][12]。

- 1973年5月17日に東京日比谷公園内の日比谷パークセンターで製作発表会見があり[13]、三嶋与四治製作本部長、樋口清プロデューサー、山根監督、高沢順子、本郷直樹らが出席[13]。三嶋製作本部長は「前作は歌とテレビと映画の三つが一体となって大いにヒットした。そのヒットに鑑み、再び『同棲時代』を作る場合、続編にすべきか、新しいものにすべきか審議会では大いに迷った。然しあそこで終わったものへ話を続けるより、一そ全然新しいものでゆこうということになり『新・同棲時代』に決定した。従って全く新しいものであるから出演者も替える必要があり、山根監督にも努力してもらって方々に交渉したがスケジュールの都合で困難が続いた。その結果、今日ご紹介する二人に決めた」[13]、山根監督は「前作は青春の在り方の典型的なものを描いて評判になったが、一方不安定なものであることについての批判もあった。今回はシリアスに描く。舞台も前作の山の手から下町に持ってゆく」等と話した[13]。樋口清プロデューサーからは「直ちに大船付近のロケからクランクインし、二日程度の地方ロケを加え（1973年）6月17日にクランクアップを予定している」等の説明があった[13]。この後、キャメラマンお待ちかねのスナップショットに入ったが、雨が酷く、宮本英宣伝部長が「今日は写真撮影に良いアイデアと思い、ここを会見場に選んだのですが残念です」と話した。公園内の花壇などで相合傘を差した高沢と本郷の写真を撮った後、野外音楽堂に移動。初対面の二人に報道陣がキスを催促し[11]、本郷が高沢のおでことほっぺたにキスしたら、宮本宣伝部長が「これは仕事だよ、真面目に。次は唇と唇を」と冷たく言い放ち、やむなく軽く唇どうしでキスさせられるという昨今では有り得ない記者会見であった[11]。

#### キャスト
- 明石夕雨子：高沢順子
- 田所武男：本郷直樹
- 松氷千春：赤座美代子
- 松永功一：小坂一也
- 早瀬：橋本功
- タ雨子の母：桜むつ子
- モデル：川村真樹
- 浮浪者：橋達也
- 大賀：左とん平
- 青木：山田吾一

#### スタッフ
- 監督：山根成之
- 脚本：石森史郎・山根成之